# 2750 Loviisa
2750 Loviisa è un asteroide della fascia principale. Scoperto nel 1940, presenta un'orbita caratterizzata da un semiasse maggiore pari a 2,2127408 au e da un'eccentricità di 0,0742960, inclinata di 5,17420° rispetto all'eclittica.
L'asteroide è dedicato all'omonima località finlandese.